# Янссен, Юстин
Юстин Мелтофте Янссен (дат. Justin Meltofte Janssen; род. 25 июля 2006, Фарум, Фредериксборг) — датский футболист, опорный полузащитник клуба «Норшелланн».

## Клубная карьера
Янссен — воспитанник клубов «АБ Гладсаксе» и «Норшелланн». 18 августа 2024 года в матче против «Силькеборг» он дебютировал в датской Суперлиге в составе последних.

## Международная карьера
В 2025 году в составе юношеской сборной Дании Янссен принял участие в юношеском чемпионате Европы в Румынии. На турнире он сыграл в матчах против сборных Испании, Черногории и Румынии.